# Championnat de Chypre de football 1974-1975
Navigation
Saison précédente Saison suivante
La saison 1974-1975 du Championnat de Chypre de football était la 37e édition officielle du championnat de première division à Chypre. Les quatorze meilleurs clubs du pays se retrouvent au sein d'une poule unique, la Cypriot First Division, où ils s'affrontent 2 fois, à domicile et à l'extérieur. Il n'y a ni promotion, ni relégation en fin de saison.
C'est le club de l'Omonia Nicosie, tenant du titre, qui remporte le 5e titre de champion de Chypre de son histoire, il devance de 8 points le duo EN Paralimni-Olympiakos Nicosie. L'EN Paralimni a vécu une fin de saison contrastée : devançant à la différence de buts l'Olympiakos Nicosie pour la 2e place qualificative en Coupe UEFA, ils accèdent également à la finale de la Coupe de Chypre, qu'ils perdent pour la seconde année d'affilée face à l'Anorthosis Famagouste.
Il y a eu en fait quinze clubs participants au championnat : l'APOEL Nicosie, de retour du championnat grec, a disputé l'intégralité de la saison, mais ses résultats n'ont pas été pris en compte.

## Les 14 clubs participants
| - Evagoras Paphos - AEL Limassol - Olympiakos Nicosie - Digenis Morphou - EPA Larnaca - ASIL Lysi - Promu de D2 - Omonia Nicosie | - Alki Larnaca - Pezoporikos Larnaca - Anorthosis Famagouste - Nea Salamina - Apollon Limassol - EN Paralimni - Aris Limassol |

## Compétition

### Classement
Le barème utilisé pour établir le classement est le suivant :
- Victoire : 2 points
- Match nul : 1 point
- Défaite : 0 point

| Rang | Équipe                  | Pts | J  | G  | N  | P  | Bp | Bc | Diff |
| ---- | ----------------------- | --- | -- | -- | -- | -- | -- | -- | ---- |
| 1    | Omonia Nicosie T        | 43  | 26 | 19 | 5  | 2  | 70 | 14 | +56  |
| 2    | EN Paralimni            | 39  | 26 | 17 | 5  | 4  | 51 | 11 | +40  |
| 3    | Olympiakos Nicosie      | 39  | 26 | 14 | 11 | 1  | 44 | 17 | +27  |
| 4    | Alki Larnaca            | 37  | 26 | 16 | 5  | 5  | 57 | 16 | +41  |
| 5    | Pezoporikos Larnaca     | 29  | 26 | 11 | 7  | 8  | 31 | 27 | +4   |
| 6    | Anorthosis Famagouste C | 26  | 26 | 8  | 10 | 8  | 39 | 28 | +11  |
| 7    | Apollon Limassol        | 26  | 26 | 8  | 10 | 8  | 34 | 31 | +3   |
| 8    | EPA Larnaca             | 22  | 26 | 7  | 8  | 11 | 27 | 35 | -8   |
| 9    | AEL Limassol            | 22  | 26 | 7  | 8  | 11 | 31 | 51 | -20  |
| 10   | Aris Limassol           | 20  | 26 | 6  | 8  | 12 | 27 | 42 | -15  |
| 11   | Nea Salamina            | 17  | 26 | 7  | 3  | 16 | 27 | 51 | -24  |
| 12   | ASIL Lysi P             | 17  | 26 | 7  | 3  | 16 | 34 | 81 | -47  |
| 13   | Digenis Morphou         | 14  | 26 | 3  | 8  | 15 | 21 | 56 | -35  |
| 14   | Evagoras Paphos         | 13  | 26 | 2  | 9  | 15 | 17 | 50 | -33  |

|  | Qualification pour la Coupe des clubs champions 1975-1976                              |
|  | Qualification pour la Coupe des Coupes 1975-1976                                       |
|  | Qualification pour la Coupe UEFA 1975-1976                                             |
|  | T : Tenant du titre C : Vainqueur de la Coupe de Chypre P : Promu de deuxième division |

## Bilan de la saison
| Championnat de Chypre de football 1974-1975 |                           |
| Champion                                    | Omonia Nicosie (5e titre) |
| Coupes et trophées                          |                           |
| Vainqueur de la Coupe de Chypre 1974-1975   | Anorthosis Famagouste     |
| Qualifications continentales                |                           |
| Coupe des clubs champions 1975-1976         | Omonia Nicosie            |
| Coupe des Coupes 1975-1976                  | Anorthosis Famagouste     |
| Coupe UEFA 1975-1976                        | EN Paralimni              |
| Promotions et relégations                   |                           |
| Promus en Cypriot First Division            | Aucun                     |
| Relégués en Cypriot Second Division         | Aucun                     |